# Drjilovo
Drjilovo (en macédonien Држилово) est un village du nord de la Macédoine du Nord, situé dans la municipalité de Sopichté. Le village comptait 362 habitants en 2002. Il est majoritairement turc et se trouve sur le versant nord de la chaîne Yakoupitsa, à 1 010 m d'altitude[réf. souhaitée].

## Démographie
Lors du recensement de 2002, le village comptait :
- Turcs : 242
- Macédoniens : 115
- Autres : 5